# Gran Premio de Alemania de Motociclismo de 2017
El Gran Premio de Alemania de Motociclismo de 2017 (oficialmente Gopro Motorrad Grand Prix Deutschland) fue la novena prueba del Campeonato del Mundo de Motociclismo de 2017. Tuvo lugar el fin de semana del 30 de junio al 2 de julio de 2017 en el circuito de Sachsenring situado en la localidad de Hohenstein-Ernstthal en el estado de Sajonia, Alemania.
La carrera de MotoGP fue ganada por Marc Márquez, seguido de Jonas Folger y Dani Pedrosa. Franco Morbidelli fue el ganador de la prueba de Moto2, por delante de Miguel Oliveira y Francesco Bagnaia. La carrera de Moto3 fue ganada por Joan Mir, Romano Fenati fue segundo y Marcos Ramírez tercero.

## Resultados

### Resultados MotoGP
| Pos.    | N.º | Piloto           | Constructor | Vueltas | Tiempo        | Parrilla | Puntos |
| ------- | --- | ---------------- | ----------- | ------- | ------------- | -------- | ------ |
| 1       | 93  | Marc Márquez     | Honda       | 30      | 40:59.525     | 1        | 25     |
| 2       | 94  | Jonas Folger     | Yamaha      | 30      | +3.310        | 5        | 20     |
| 3       | 26  | Dani Pedrosa     | Honda       | 30      | +11.546       | 3        | 16     |
| 4       | 25  | Maverick Viñales | Yamaha      | 30      | +14.253       | 11       | 13     |
| 5       | 46  | Valentino Rossi  | Yamaha      | 30      | +14.980       | 9        | 11     |
| 6       | 19  | Álvaro Bautista  | Ducati      | 30      | +16.534       | 12       | 10     |
| 7       | 41  | Aleix Espargaró  | Aprilia     | 30      | +19.736       | 8        | 9      |
| 8       | 4   | Andrea Dovizioso | Ducati      | 30      | +20.188       | 10       | 8      |
| 9       | 5   | Johann Zarco     | Yamaha      | 30      | +21.138       | 19       | 7      |
| 10      | 35  | Cal Crutchlow    | Honda       | 30      | +24.210       | 4        | 6      |
| 11      | 99  | Jorge Lorenzo    | Ducati      | 30      | +25.659       | 6        | 5      |
| 12      | 9   | Danilo Petrucci  | Ducati      | 30      | +31.540       | 2        | 4      |
| 13      | 44  | Pol Espargaró    | KTM         | 30      | +32.179       | 7        | 3      |
| 14      | 38  | Bradley Smith    | KTM         | 30      | +36.453       | 15       | 2      |
| 15      | 43  | Jack Miller      | Honda       | 30      | +37.771       | 13       | 1      |
| 16      | 36  | Mika Kallio      | KTM         | 30      | +37.852       | 17       |        |
| 17      | 17  | Karel Abraham    | Ducati      | 30      | +39.323       | 20       |        |
| 18      | 53  | Esteve Rabat     | Honda       | 30      | +41.190       | 24       |        |
| 19      | 76  | Loris Baz        | Ducati      | 30      | +59.850       | 14       |        |
| 20      | 45  | Scott Redding    | Ducati      | 30      | +1:01.664     | 23       |        |
| 21      | 42  | Álex Rins        | Suzuki      | 30      | +1:01.695     | 22       |        |
| Ret     | 29  | Andrea Iannone   | Suzuki      | 24      | Caída         | 16       |        |
| Ret     | 22  | Sam Lowes        | Aprilia     | 12      | Caída         | 21       |        |
| DSQ     | 8   | Héctor Barberá   | Ducati      |         | Descalificado | 18       |        |
| 1.      |     |                  |             |         |               |          |        |
| Fuente: |     |                  |             |         |               |          |        |

### Resultados Moto2
| Pos.    | N.º | Piloto             | Constructor | Vueltas | Tiempo        | Parrilla | Puntos |
| ------- | --- | ------------------ | ----------- | ------- | ------------- | -------- | ------ |
| 1       | 21  | Franco Morbidelli  | Kalex       | 29      | 41:05.137     | 1        | 25     |
| 2       | 44  | Miguel Oliveira    | KTM         | 29      | +0.066        | 6        | 20     |
| 3       | 42  | Francesco Bagnaia  | Kalex       | 29      | +0.574        | 10       | 16     |
| 4       | 24  | Simone Corsi       | Speed Up    | 29      | +0.749        | 8        | 13     |
| 5       | 54  | Mattia Pasini      | Kalex       | 29      | +1.300        | 4        | 11     |
| 6       | 9   | Jorge Navarro      | Kalex       | 29      | +8.958        | 18       | 10     |
| 7       | 41  | Brad Binder        | KTM         | 29      | +9.204        | 21       | 9      |
| 8       | 11  | Sandro Cortese     | Suter       | 29      | +15.099       | 3        | 8      |
| 9       | 23  | Marcel Schrötter   | Suter       | 29      | +17.875       | 13       | 7      |
| 10      | 30  | Takaaki Nakagami   | Kalex       | 29      | +19.291       | 25       | 6      |
| 11      | 55  | Hafizh Syahrin     | Kalex       | 29      | +20.767       | 11       | 5      |
| 12      | 87  | Remy Gardner       | Tech 3      | 29      | +21.533       | 14       | 4      |
| 13      | 40  | Fabio Quartararo   | Kalex       | 29      | +24.635       | 9        | 3      |
| 14      | 19  | Xavier Siméon      | Kalex       | 29      | +27.357       | 20       | 2      |
| 15      | 62  | Stefano Manzi      | Kalex       | 29      | +40.349       | 27       | 1      |
| 16      | 2   | Jesko Raffin       | Kalex       | 29      | +37.620       | 26       |        |
| 17      | 68  | Yonny Hernández    | Kalex       | 20      | +44.500       | 23       |        |
| 18      | 45  | Tetsuta Nagashima  | Kalex       | 29      | +44.556       | 16       |        |
| 19      | 57  | Edgar Pons         | Kalex       | 29      | +48.711       | 22       |        |
| 20      | 89  | Khairul Idham Pawi | Kalex       | 29      | +49.534       | 32       |        |
| 21      | 27  | Iker Lecuona       | Kalex       | 29      | +52.511       | 30       |        |
| 22      | 32  | Isaac Viñales      | Kalex       | 29      | +1:04.259     | 29       |        |
| 23      | 6   | Tarran Mackenzie   | Suter       | 29      | 1:12.905      | 28       |        |
| 24      | 22  | Federico Fuligni   | Kalex       | 29      | +1:18.109     | 31       |        |
| Ret     | 12  | Thomas Lüthi       | Kalex       | 11      | Caída         | 7        |        |
| Ret     | 77  | Dominique Aegerter | Suter       | 7       | Retirado      | 17       |        |
| Ret     | 73  | Álex Márquez       | Kalex       | 4       | Caída         | 2        |        |
| Ret     | 14  | Héctor Garzó       | Tech 3      | 2       | Caída         | 5        |        |
| Ret     | 5   | Andrea Locatelli   | Kalex       | 2       | Caída         | 24       |        |
| DSQ     | 37  | Augusto Fernández  | Speed Up    |         | Descalificado | 19       |        |
| DNS     | 49  | Axel Pons          | Kalex       |         | No empezó     |          |        |
| DNS     | 10  | Luca Marini        | Kalex       |         | No empezó     |          |        |
| Fuente: |     |                    |             |         |               |          |        |

### Resultados Moto3
| Pos.    | N.º | Piloto                 | Constructor | Vueltas | Tiempo     | Parrilla | Puntos |
| ------- | --- | ---------------------- | ----------- | ------- | ---------- | -------- | ------ |
| 1       | 36  | Joan Mir               | Honda       | 27      | 39:34.775  | 2        | 25     |
| 2       | 5   | Romano Fenati          | Honda       | 27      | +0.121     | 6        | 20     |
| 3       | 42  | Marcos Ramírez         | KTM         | 27      | +0.218     | 4        | 16     |
| 4       | 8   | Nicolò Bulega          | KTM         | 27      | +5.074     | 3        | 13     |
| 5       | 65  | Philipp Öttl           | KTM         | 27      | +13.073    | 7        | 11     |
| 6       | 33  | Enea Bastianini        | Honda       | 27      | +13.650    | 9        | 10     |
| 7       | 11  | Livio Loi              | Honda       | 27      | +14.318    | 13       | 9      |
| 8       | 64  | Bo Bendsneyder         | KTM         | 27      | +14.466    | 8        | 8      |
| 9       | 24  | Tatsuki Suzuki         | Honda       | 27      | +14.583    | 12       | 7      |
| 10      | 40  | Darryn Binder          | KTM         | 27      | +14.666    | 16       | 6      |
| 11      | 21  | Fabio Di Giannantonio  | Honda       | 27      | +15.438    | 24       | 5      |
| 12      | 58  | Juan Francisco Guevara | KTM         | 27      | +16.146    | 11       | 4      |
| 13      | 7   | Adam Norrodin          | Honda       | 27      | +16.234    | 14       | 3      |
| 14      | 95  | Jules Danilo           | Honda       | 27      | +16.324    | 25       | 2      |
| 15      | 12  | Marco Bezzecchi        | Mahindra    | 27      | +17.603    | 17       | 1      |
| 16      | 16  | Andrea Migno           | KTM         | 27      | +17.752    | 22       |        |
| 17      | 71  | Ayumu Sasaki           | Honda       | 27      | +17.845    | 20       |        |
| 18      | 84  | Jakub Kornfeil         | Peugeot     | 27      | +17.863    | 18       |        |
| 19      | 48  | Lorenzo Dalla Porta    | Mahindra    | 27      | +40.054    | 23       |        |
| 20      | 96  | Manuel Pagliani        | Mahindra    | 27      | +40.254    | 21       |        |
| 21      | 27  | Kaito Toba             | Honda       | 27      | +40.521    | 19       |        |
| 22      | 31  | Raúl Fernández         | Mahindra    | 27      | +1:09.377  | 27       |        |
| 23      | 41  | Nakarin Atiratphuvapat | Honda       | 27      | +1:09.466  | 26       |        |
| 24      | 77  | Tim Georgi             | KTM         | 27      | +1:09.590  | 31       |        |
| 25      | 4   | Patrik Pulkkinen       | Peugeot     | 27      | +1:13.004  | 30       |        |
| 26      | 6   | María Herrera          | KTM         | 25      | +2 vueltas | 29       |        |
| Ret     | 19  | Gabriel Rodrigo        | KTM         | 26      | Caída      | 15       |        |
| Ret     | 14  | Tony Arbolino          | Honda       | 19      | Caída      | 5        |        |
| Ret     | 44  | Arón Canet             | Honda       | 15      | Caída      | 1        |        |
| Ret     | 52  | Danny Kent             | KTM         | 15      | Caída      | 28       |        |
| Ret     | 17  | John McPhee            | Honda       | 6       | Caída      | 10       |        |
| DNS     | 88  | Jorge Martín           | Honda       |         | Caída      |          |        |
| 1.      |     |                        |             |         |            |          |        |
| Fuente: |     |                        |             |         |            |          |        |